# Jānjgīr
Jānjgīr är en ort i Indien.   Den ligger i distriktet Janjgir-Champa och delstaten Chhattisgarh, i den centrala delen av landet, 900 km sydost om huvudstaden New Delhi. Jānjgīr ligger 278 meter över havet och antalet invånare är 32 833.
Terrängen runt Jānjgīr är mycket platt. Runt Jānjgīr är det tätbefolkat, med 297 invånare per kvadratkilometer. Närmaste större samhälle är Chāmpa, 7,2 km öster om Jānjgīr. Trakten runt Jānjgīr består till största delen av jordbruksmark.